# Vodafone 858 Smart
A Vodafone 858 Smart egy Huawei által gyártott és Vodafone által forgalmazott androidos mobiltelefon (okostelefon) – vagy más megközelítésben: kisméretű táblagép –, amelyet a Vodafone 2011 májusában jelentett be. Az Android 2.2-es verzióját tartalmazza. 256 MB belső memóriával, 2,8 hüvelykes, 320x240 pixeles TFT széles kijelzővel, kapacitív érintőkijelzővel, 2 megapixeles kamerával, WiFi-vel, A-GPS-szel rendelkezik.

## Előre telepített alkalmazások
A készülékkel ingyenesen adott szoftverek közé tartozik a Fájlkezelő, DocsToGo, YouTube és E-mail kliens. Található rajta ezeken kívül Facebook, Twitter és Google Maps is. További alkalmazások az Android Marketről tölthetőek le.